# サラ・ウィルハイト
サラ・グレース・ウィルハイト＝パーソンズ（英語: Sarah Grace Wilhite Parsons、1995年7月30日 - ）は、アメリカ合衆国の女子バレーボール選手である。アメリカ合衆国代表。

## 来歴

### クラブチーム
ミネソタ州イーデンプレーリー出身。2013年にミネソタ大学ツインシティー校に進学し、2016年のNCAA 女子バレーボール選手権でMVPを受賞した。2017/18シーズンはイタリアセリエAの強豪FVブスト・アルシーツィオでプレーした。2020/21シーズンはトルコリーグのニルフェル・ベレディイェスポルでプレーし、ベストアウトサイドヒッター賞を受賞した。
2021年、V.LEAGUE DIVISION1のNECレッドロケッツに入団した。2022/23シーズン、NECレッドロケッツで皇后杯全日本選手権大会のタイトルを獲得。V1女子でもチームの6シーズンぶりの優勝に貢献した。
2023年、2022-23シーズン終了をもってNECレッドロケッツを退団した。
2024-25シーズンはリーグ・ワン・バレーボールのマディソン加入が発表されていたが、妊娠・出産のためプレーすることはなかった。

### 代表チーム
2017年よりシニアのアメリカ代表に初選出されると、同年のワールドグランプリでデビューを果たした。2018年、パンアメリカンカップで金メダルを獲得した。また9-10月に日本で開催された世界選手権に出場し5位となった。2021年のネーションズリーグでは金メダルを獲得した。2022年、イタリアで開催された世界選手権に出場した。

## 球歴
- 世界選手権 - 2018年、2022年
- ワールドグランプリ - 2017年
- ネーションズリーグ - 2019年、2021年、2022年
- パンアメリカンカップ - 2018年

## 所属クラブ
- ミネソタ大学ツインシティー校（2013-2016年）
- FVブスト・アルシーツィオ（2017-2018年）
- Männerturnverein Stuttgart 1843（2018-2019年）
- SESI Vôlei Bauru（2019-2020年）
- ニルフェル・ベレディイェスポル（2020-2021年）
- NECレッドロケッツ（2021-2023年）
- クゼイボル（2023-2024年）